# هسته ویدیویی بعدی
Video Core Next نام تجاری AMD برای هسته سخت افزاری اختصاصی رمزگذاری و رمزگشایی ویدیو است. این یک خانواده از طرح‌های شتاب‌دهنده سخت‌افزاری برای رمزگذاری و رمزگشایی ویدیو است و از زمانی که AMD Raven Ridge منتشر شد، در ژانویه 2018 در پردازنده‌های گرافیکی و APUهای AMD تعبیه شده است.

## پیش زمینه
Video Core Next جانشین AMD برای هر دو طرح Unified Video Decoder و Video Coding Engine است که به ترتیب شتاب دهنده های سخت افزاری برای رمزگشایی و رمزگذاری ویدیو هستند. می توان از آن برای رمزگشایی، رمزگذاری و تبدیل ("همگام سازی") جریان های ویدئویی استفاده کرد، به عنوان مثال، یک دی وی دی یا دیسک Blu-ray به فرمت مناسب، برای مثال، یک گوشی هوشمند.بر خلاف رمزگذاری ویدئو در یک CPU یا یک GPU همه منظوره، Video Core Next یک هسته سخت افزاری اختصاصی روی قالب پردازنده است. این مدار مجتمع مخصوص برنامه (ASIC) امکان پردازش ویدئویی با قدرت کارآمدتری را فراهم می کند.

## ویژگی ها
همه نسخه‌های VCN پشتیبانی می‌کنند: MPEG-2 Decode، MPEG-4 Decode، H.264/MPEG-4 AVC Encode/Decode، HEVC (H.265) Encode/Decode، و VP9 Decode. رنگ 10 بیتی در قالب P010 پشتیبانی می شود. VCN 1.0 تا رزولوشن 4K را پشتیبانی می کند.VCN 2.0 و بالاتر از 8K پشتیبانی می کند. پشتیبانی از روش‌های کدگذاری H.264 و H.265 بین نسل‌ها متفاوت است (به زیر مراجعه کنید). VC-1 Decode تا VCN 3.0.33 پشتیبانی می شود.

VCN 2.0 با محصولات Navi و APU Renoir پیاده سازی شده است. مجموعه ویژگی ها مانند VCN 1.0 باقی می ماند.
VCN 3.0 با محصولات Navi 2 پیاده سازی شده است. VCN 3.0 فریم های H.264 B را پیاده سازی می کند که در Video Coding Engine 2.0 وجود داشت اما با VCE 3.0 خارج شد.
VCN 4.0 کد AV1 را اضافه می کند. کیفیت H.264 با VCN 4.0 (به عنوان بخشی از RDNA 3) در مقایسه با نسل های قبلی بالاتر است، اما همچنان از کدک های سخت افزاری اینتل و انویدیا عقب است.
هیچ پشتیبانی برای رمزگذاری یا رمزگشایی در YUV422 و YUV444 در H.264 و H.265 وجود ندارد.

## کیفیت
AMD VCN در مقایسه با محصولات اینتل و انویدیا کیفیت کلی (VMAF) پایین تری دارد. قاب B فاصله را کم می کند، اما آن را از بین نمی برد. با فعال کردن پیش تجزیه و تحلیل نیز، این شکاف تقریبا بسته شده است.
با وجود عدم پشتیبانی از فریم B، H.265 کیفیت بهتر (VMAF) و سرعت تقریباً یکسانی را برای همان میزان بیت در مقایسه با H.264 در VCN 2.0، 3.0 و 4.0 ارائه می‌کند.

## جستار های وابسته
فناوری های سخت افزاری ویدئویی
Nvidia
- PureVideo - Nvidia
- جبران حرکت GeForce 256
- پردازنده ویدیویی با کیفیت بالا
- موتور پردازش ویدیو
- Nvidia NVENC
- Nvidia NVDEC

AMD
- Video Core Next - AMD
- موتور کدنویسی ویدئو - AMD
- رسیور ویدیوی یکپارچه - AMD
- Video Shader - ATI

intel
- ویدئو همگام سازی سریع - اینتل
- پاک کردن ویدیو - اینتل

Qualcomm
- Qualcomm Hexagon

## لینک های خارجی
- AMF نرم افزار AMD برای VCN و توابع رسانه قبلی. یادداشت‌های انتشار نشان‌دهنده اضافه شدن ویژگی‌ها بدون ذکر نسخه‌های سخت‌افزاری است
- VCEEnc، یک برنامه خط فرمان که اکثر گزینه های قابل تنظیم از AMF را در معرض نمایش می گذارد. به HDR10+ با VCN H.265 اجازه می‌دهد.
- FastFlix، یک نمای گرافیکی برای VCEEnc و سایر رمزگذارها است .